# Dolichoderus dajiensis
Dolichoderus dajiensis is een mierensoort uit de onderfamilie van de Dolichoderinae. De wetenschappelijke naam van de soort is voor het eerst geldig gepubliceerd in 2005 door Wang, W. & Zheng.